# Le Procès de Kiev
Pour plus de détails, voir Fiche technique et Distribution.
Le Procès de Kiev est un film documentaire néerlando-ukrainien réalisé par Sergueï Loznitsa et sorti en 2022. 

## Synopsis
Le procès qui s'est tenu à Kiev en janvier 1946, « où 15 membres de la police allemande sont jugés pour crimes de guerre ».

## Fiche technique
- Titre : Le Procès de Kiev
- Titre original : The Kiev Trial
- Réalisation : Sergueï Loznitsa
- Scénario : Sergueï Loznitsa
- Son : Vladimir Golovnitskiy
- Montage : Sergei Loznitsa, Daniellus Kokanausskis et Tomasz Wolski
- Société de production : Atoms & Void
- Pays de production :  Ukraine -  Pays-Bas
- Genre : documentaire
- Durée : 106 minutes
- Date de sortie : Italie - 5 septembre 2022[2]

## Sélections
- Biennale de Venise 2022
- Festival international du film de Vienne 2022
- Festival international du film de Stockholm 2022
- Festival international du film de Sofia 2023